# Jaera amazona
Jaera amazona é uma espécie de borboleta descrita por Hans Ferdinand Emil Julius Stichel em 1929. Jaera amazona faz parte do gênero Jaera e família lycaenidae.